# Taras (architektura)

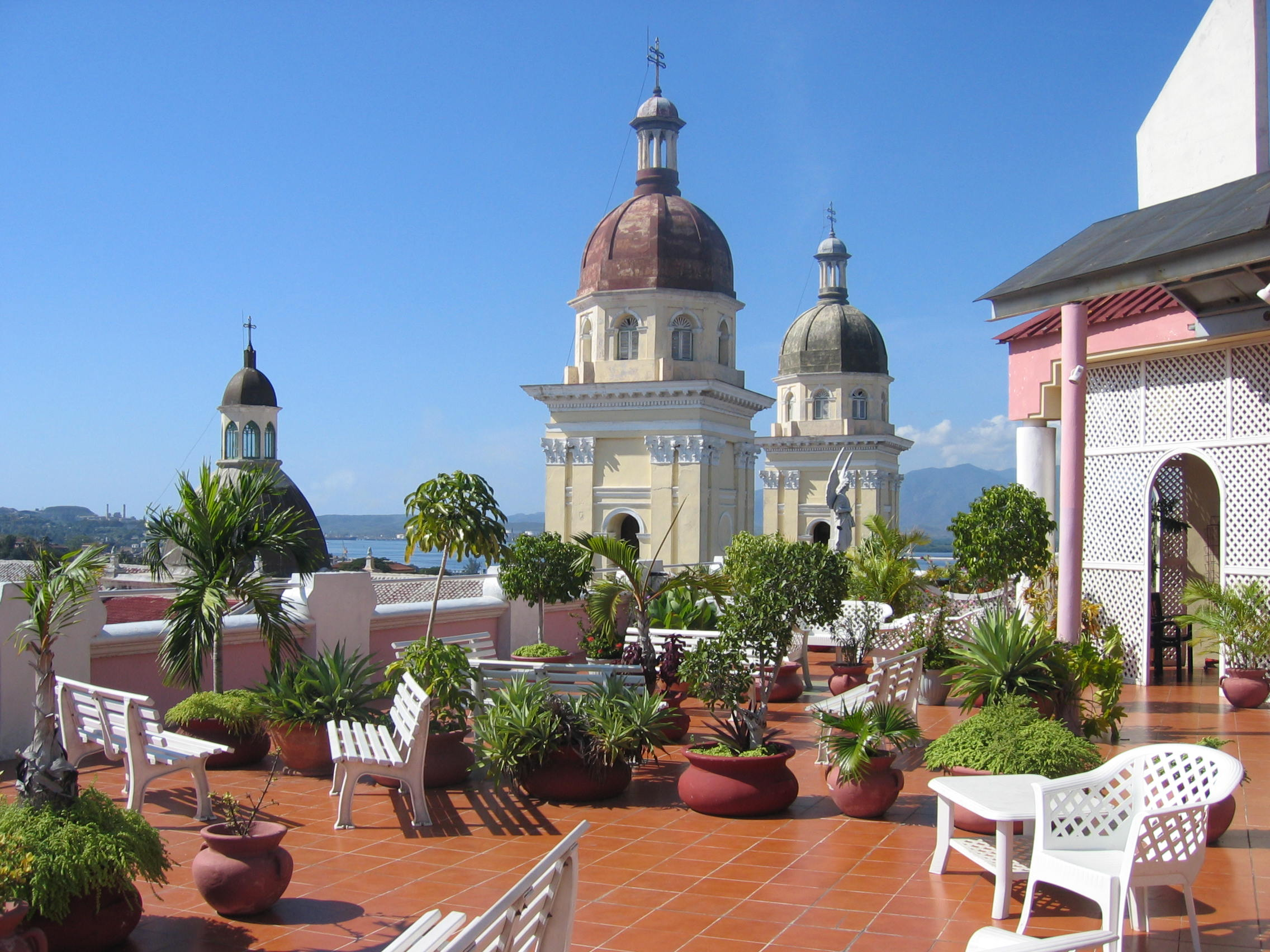
Taras na dachu hotelu Casa Granda w Santiago de Cuba

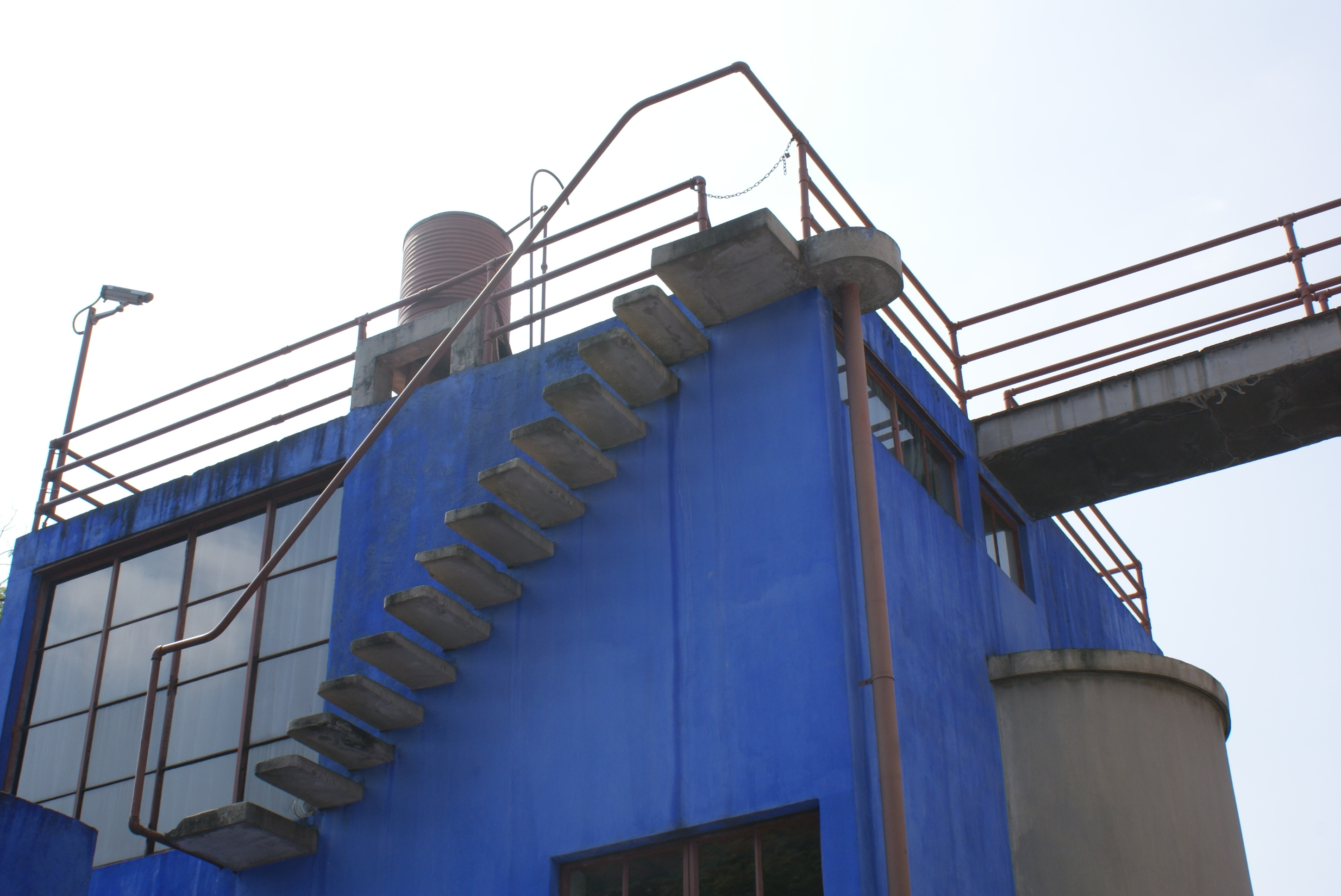
Konstruktywizm: Dom Diego Rivery i Fridy Kahlo w Meksyku, architekt Juan O'Gorman (1932). Oba budynki wyposażono w tarasy rekreacyjne na dachach płaskich połączonych podniebnym mostem.

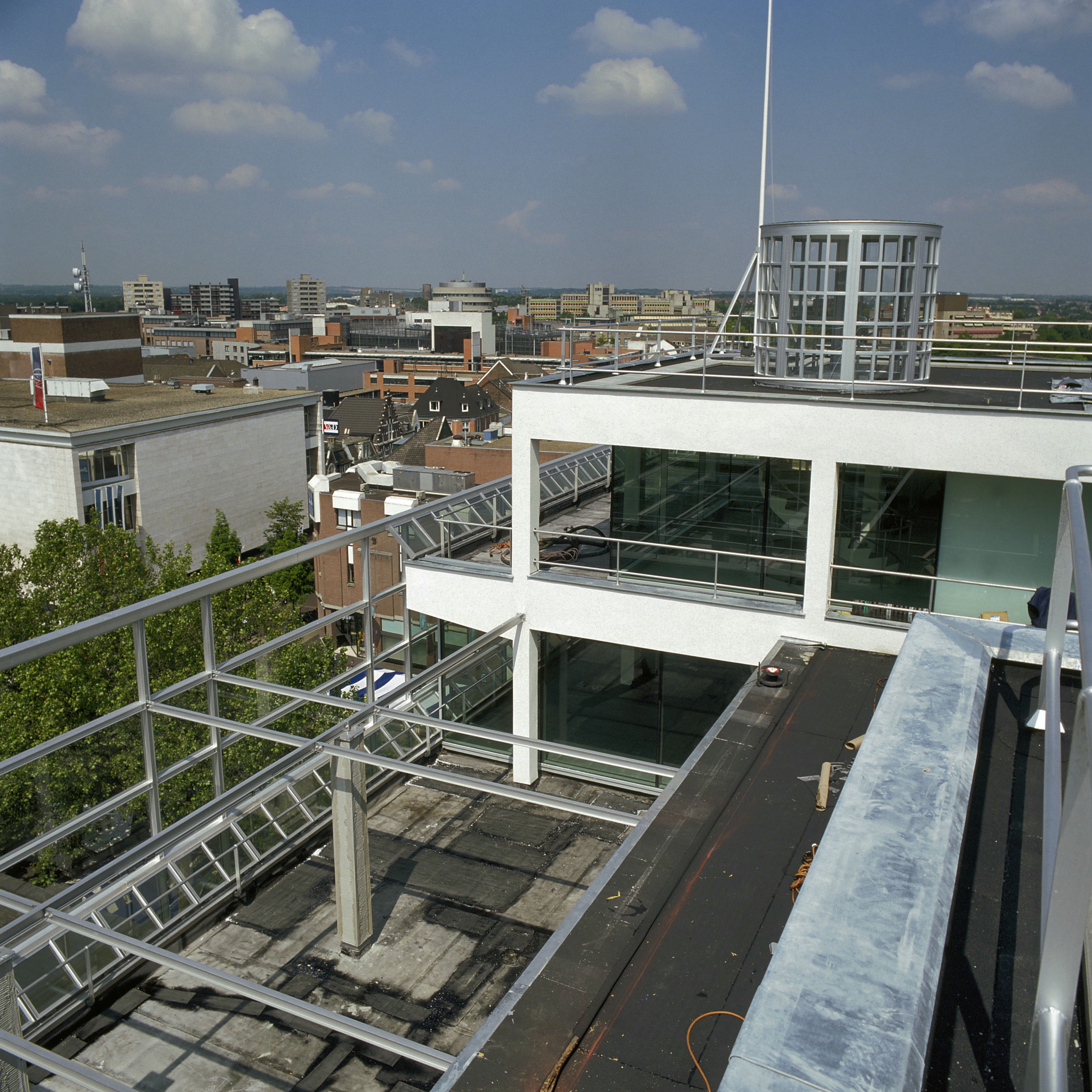
Trójpoziomowy taras rekreacyjny na dachu płaskim w modernistycznym i zabytkowym domu towarowym Glaspaleis w Heerlen z 1935 r. Architekt Frits Peutz. Aktualnie taras jest pokryty drewnianą posadzką, ozdobiony kwiatami i pełni rolę restauracji.

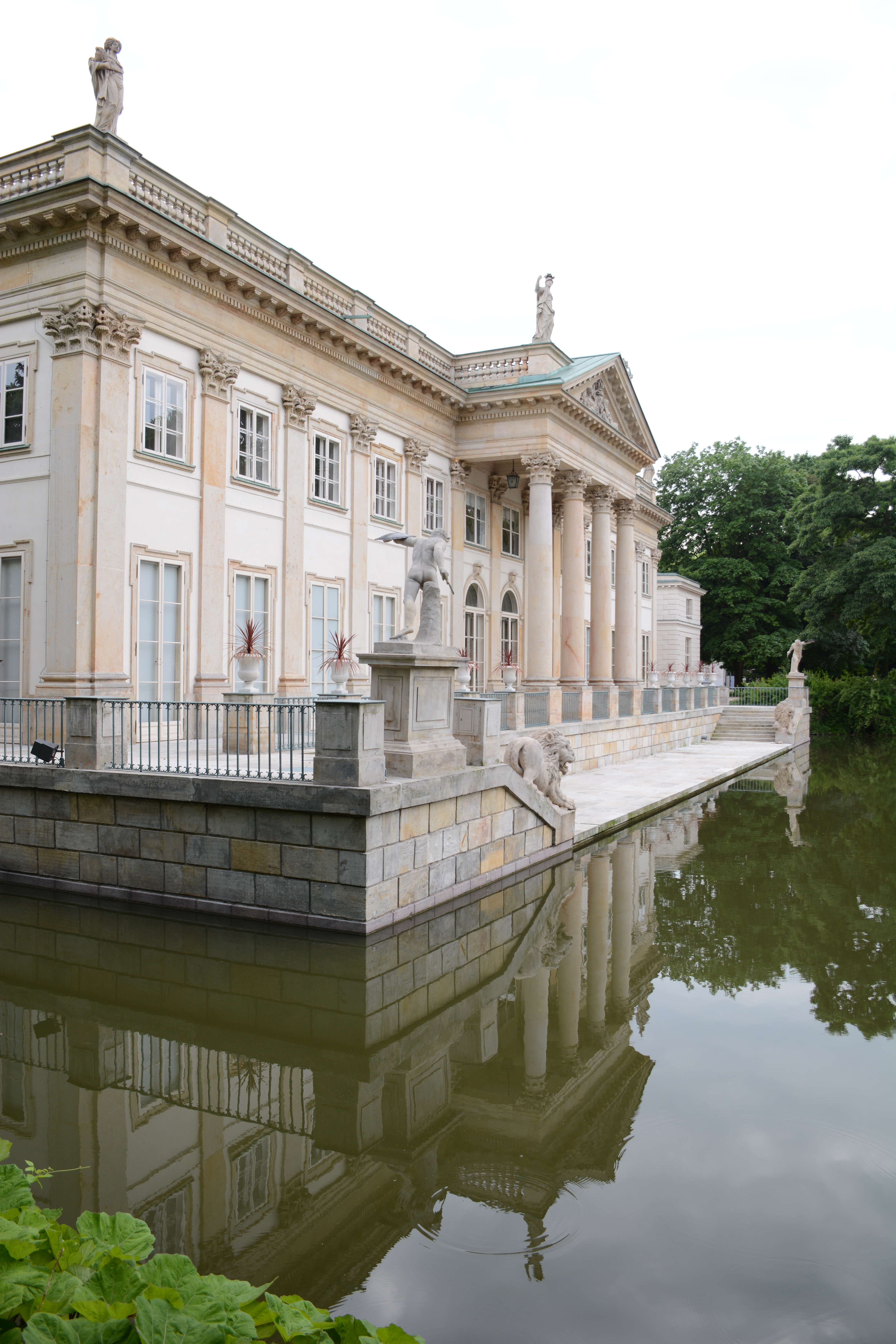
Taras przed Pałacem Łazienkowskim

Taras – odkryta, pozioma powierzchnia (budowla) umieszczona na wysokości parteru (łac. terra „ziemia”), ale również piętra lub na dachu (stropodach) i wówczas ogrodzona balustradą, przystosowana do przebywania na niej ludzi. Na wyższych piętrach taras utrzymuje się na stropach lub kolumnach.
Tarasy stanowią rodzaj wybiegu i pełnią najczęściej funkcję miejsc wypoczynkowych w budynkach mieszkalnych i reprezentacyjnych (pałacach). W budynkach biurowych, usługowych (np. w hotelach) spełniają dodatkowo rolę ogródków kawiarnianych, restauracyjnych itp.
Tarasy znane były już w starożytności (Egipt, Rzym). Nadal są bardzo popularne zwłaszcza w krajach o łagodnym klimacie.
Istotnym elementem budowy tarasu jest poprawne wykonanie izolacji, zwłaszcza wodochronnej w celu zabezpieczenia pomieszczeń znajdujących się poniżej tarasu oraz samej warstwy izolacyjnej, przed uszkodzeniami mechanicznymi.